# Émile Gallé

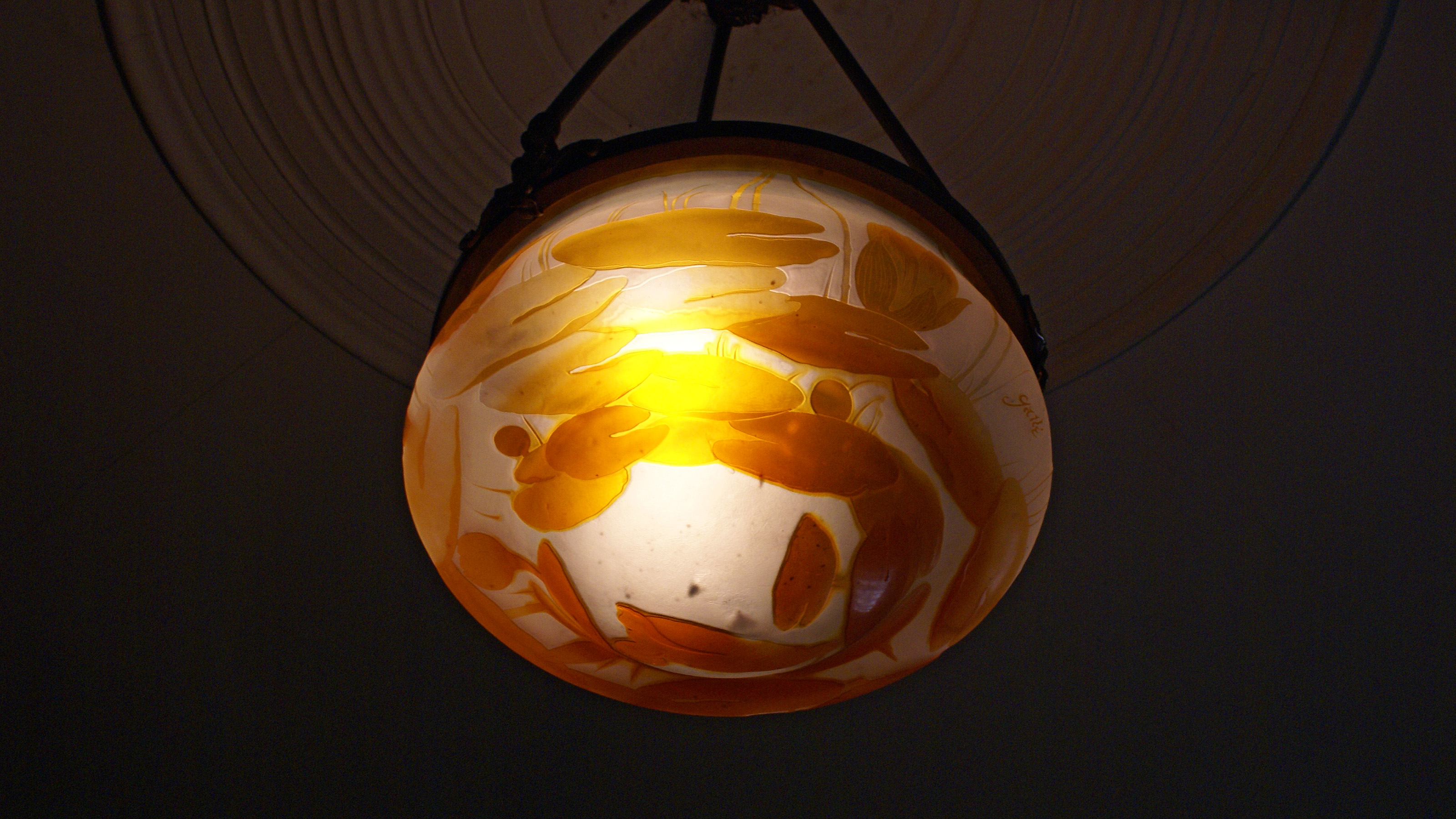
Glaslampa med sjöbladsmotiv, av Emilé Gallé, Uroko Museum of Art in Kobe, Hyogo, Japan

Émile Gallé, född 8 maj 1846 i Nancy, död 23 september 1904 i Nancy, var en fransk glaskonstnär som gestaltade stilen Art Nouveau  under slutet av 1890-talet och framåt.

## Uppväxt
Emiles far, Charles Gallé, var en framgångsrik entreprenör. Han gifte sig 1844 med fröken Reinemer, Emiles blivande mor, i hennes hemstad Nancy, en stad i norra Frankrike välkänd för sin glastillverkning. Charles utvidgade fruns rörelse i spegeltillverkning till att även omfatta glas och serviser. Han köpte ett krukmakeri, lade till heraldiska motiv till servisgodset, introducerade emaljmåleri på de glas som han lät tillverka och vann viss ryktbarhet. Émile uppfostrades trots denna framgång inte till att enbart ta över familjeföretaget, utan fick en traditionell akademisk utbildning. Han utmärkte sig i filosofi, latin och fransk litteratur. Denna utbildning lade grunden till hans intresse för vetenskap och litteratur, ett intresse som han senare hade nytta och glädje av i sitt konstnärskap. Som påbyggnadsutbildning studerade han glastillverkning i Tyskland, hos Schwerer och Co. När han återvände hem började han formge föremål för faderns servistillverkning och etablerade en varm vänskap med Victor Prové. Victor var son till en av Charles krukmakare och utbildade sig till konstnär. Det två unga männen kom att bli kompanjoner och vänskapen bestod livet ut.
Charles Gallé utvecklade på 1890-talet en speciell teknik med ingjutna glasbitar, ibland även inklädda med bladmetall, som kallas marqueterie de verre, och som han patenterade 1898. Den har knappast fått efterföljare, men i Sverige användes den av Betzy Ählström vid Reijmyre glasbruk. Gallé är representerad vid bland annat Örebro läns museum och Nationalmuseum.